# Эшуафни, Оливье
Оливье Эшуафни (фр. Olivier Echouafni; род. 13 сентября 1972, Ментона) — французский футболист и футбольный тренер. Выступал на позиции опорного полузащитника за «Марсель», «Страсбур», «Ренн» и «Ниццу». В качестве тренера работал с клубами «Амьен», «Сошо», «Кевийи Руан», женской командой «Пари Сен-Жермен» и женской сборной Франции.

## Игровая карьера
Эшуафни является воспитанником «Монако», но за первую команду клуба никогда не играл. В 1991 году он перешёл в «Олимпик Марсель», сильнейший на тот момент клуб Франции, выступал за его вторую команду. Дебютировал на профессиональном уровне в сезоне 1994/95, когда клуб за подкуп соперников был отправлен во Второй дивизион, и многие ведущие игроки его покинули. В 1995 году «Марсель» выиграл Второй дивизион, но ему отказали в повышении в классе. Лишь в 1996 году клуб вернулся в Первый дивизион, к этому моменту Эшуафни стал одним из основных игроков. В концу сезона 1997/98 он уже не получал стабильной игровой практики.
Летом 1998 года Эшуафни заключил трёхлетний контракт со «Страсбуром», где стал одним из ключевых игроков на протяжении двух сезонов. В июле 2000 года за 1,2 млн евро его приобрёл «Ренн», где поначалу Эшуафни играл регулярно, но смены тренеров и серьёзные травмы сильно уменьшили его игровое время с сезона 2001/02. В 2003 году в статусе свободного агента Эшуафни перешёл в «Ниццу», где отыграл семь сезонов. В 2006 году дошёл с клубом до финала Кубка французской лиги. В мае 2010 года он объявил о завершении игровой карьеры. Всего сыграл свыше 470 матчей на профессиональном уровне, из них 391 матч в Первом дивизионе (Лиге 1).

## Тренерская карьера
После завершения игровой карьеры Эшуафни отучился на тренера. В 2012 году получил диплом профессионального футбольного тренера (BEPF). 25 сентября 2013 года он был назначен главным тренером клуба «Амьен», в предыдущем сезоне вылетевшего из Лиги 2 и на тот момент занимавшего лишь 17-е место в Насьонале (третий дивизион). Эшуафни удалось построить крепкую оборону (18 пропущенных голов в 33 матчах) и по итогам сезона 2013/14 занять 6-е место.
Работа тренера в «Амьене» была признана успешной, и 17 июня 2014 года его пригласили в клуб Лиги 2 «Сошо», с которым Эшуафни заключил двухлетний контракт. До марта 2015 года его клуб боролся за повышение в классе, но из-за слабой игры в конце сезона финишировал лишь на 9-м месте. Из-за неудачного старта сезона 2015/16 и смены владельца клуба 15 сентября 2015 года Эшуафни был уволен из «Сошо».
9 сентября 2016 года Эшуафни был назначен главным тренером женской сборной Франции. 8 марта 2017 года он со сборной выиграл товарищеский турнир SheBelieves Cup, проходивший США. В финале была разгромлена сборная США, действующие чемпионки мира. Это был первый раз, когда французская женская сборная обыграла американом на их поле. Эшуафни руководил сборной на чемпионате Европы 2017 года, где его команда показала слабую игру, пройдя в плей-офф со второго места в группе и проиграв в четвертьфинале принципиальному сопернику, сборной Англии. Несмотря на то, что президент Федерации футбола Франции Ноэль Ле Граэ объявил после Евро, что Эшуафни продолжит работать со сборной, 30 августа 2017 года его на посту главного тренера сборной сменила Корин Дьякр. При Эшуафни команда провела 15 матчей и потерпела лишь одно поражение.
15 июня 2018 года Эшуафни был назначен главным тренером женской команды «Пари Сен-Жермен», заключив контракт на два года. Летом 2020 года его контракт был продлён ещё на сезон. В 2021 году Эшуафни привёл клуб к первой в его истории победе в женском чемпионате Франции, опередив на одно очко «Олимпик Лион», выигрывавший чемпионат на протяжении 14 сезонов подряд. Несмотря на историческую победу в чемпионате руководства парижского клуба не стало продлевать контракт с Эшуафни.
8 июня 2022 года Эшуафни был назначен главным тренером клуба Лиги 2 «Кевийи Руан». Контракт с ним был заключён сроком на два года.